# Beríev
L'Empresa d'Aviació Beríev (rus: Таганрогский авиационный научно-технический комплекс им. Г. М. Бериева), anteriorment Oficina de Disseny Beríev, és un fabricant d'aeronaus rus, especialitzat en aeronaus amfíbies.
L'empresa va ser fundada a Taganrog el 1934 amb el nom de OKB-49 per Georgui Beríev, i des d'aquell moment ha dissenyat i produït més de 20 models diferents d'aeronaus civils i militars, així com models fets a mida. Avui l'empresa empra uns 3000 especialistes i desenvolupa i fabrica aeronaus amfíbies.
Amb hidroavions Beríev s'han trencat 228 rècords d'aviació mundial, reconeguts per la Fédération Aéronautique Internationale.

## Història
Georgui Beríev va fundar l'agència de disseny que porta el seu nom a Taganrog l'any 1932. Beríev s'ha especialitzat en el desenvolupament d'hidroavions per a ús civil i militar. L'Agència es va traslladar a Krasnoiarsk, Sibèria el 1942 per evitar-ne la destrucció durant la Segona Guerra Mundial, i va tornar a Taganrog el 1945. El mes de novembre de 1989 Beríev es va convertir en l'única empresa de defensa a guanyar el premi per la qualitat atorgada pel Govern soviètic.

## Llistat d'aeronaus

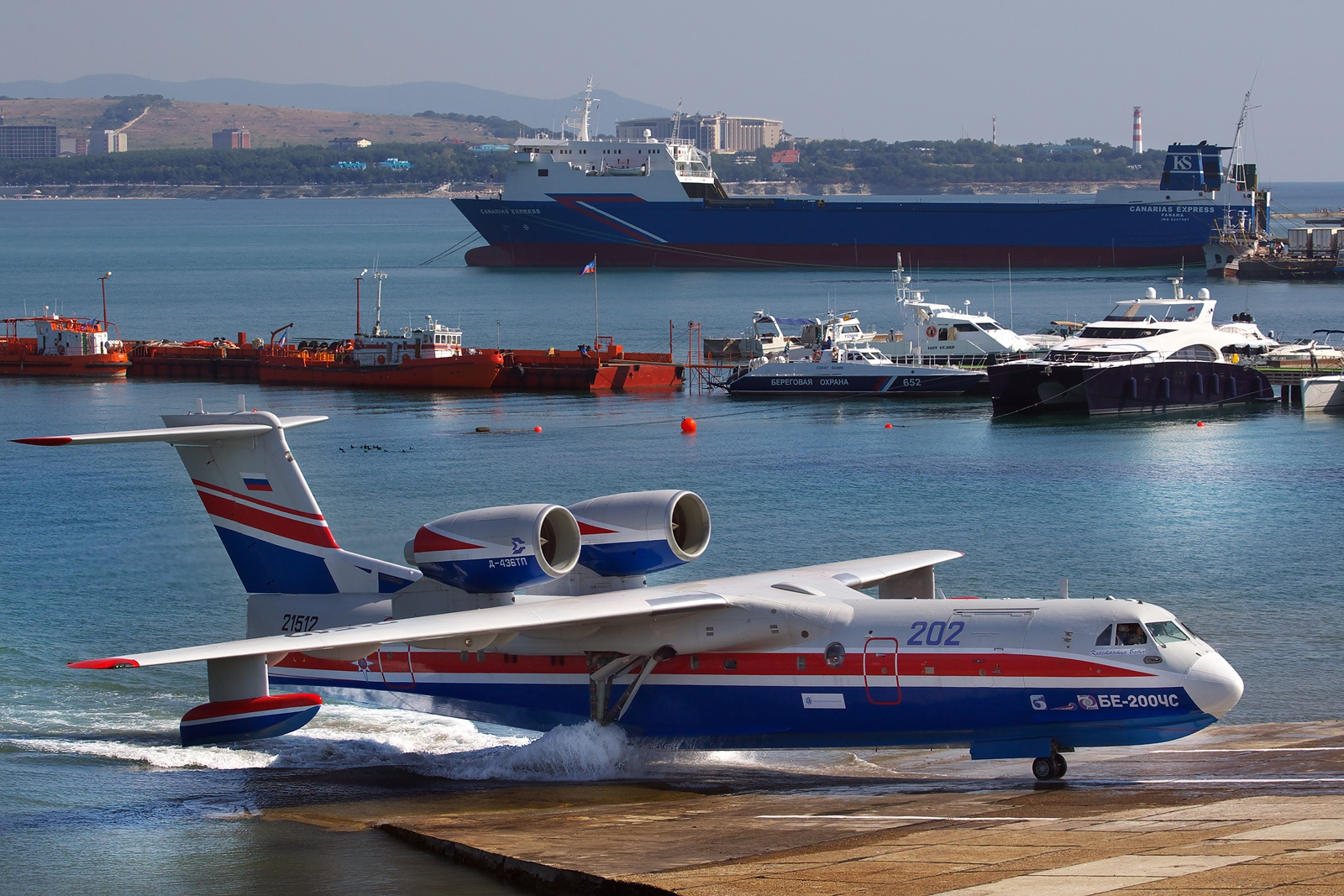
Avió amfibi.Beriev Ser-200

- Antonov An-30 Clank, desenvolupament Antónov An-24
- Beríev A-40 Albatros, l'avió amfibi multiús més gran del món
- Beríev A-50 Shmel, un Ilyushin Il-76 modificat a funció AWACS
- Beríev A-60, un Ilyushin Il-76 de transport modificat i convertit a un laboratori de làser aeri el 1981
- Beríev A-100, el successor del A-50
- Beríev Be-1, prototipus d'ekranoplà
- Beríev Be-2, hidroavió
- Beríev Be-4, hidroavió amb ala en parasol
- Beríev Be-6 Madge, barca voladora utilitzada per tasques d'extinció d'incendis
- Beríev Be-8 Mole, avió amfibi per transport de passatgers
- Beríev Be-10 Mallow, hidroavió propulsat amb jet
- Beriev Be-12 Txaika, aeronau amfíbia basada en el Be-6, similar al Canadair CL-415, utilitzat per a la guerra anti-submarina
- Beríev Be-30 Cuff, avió de línia regional
- Beríev Be-101 avió amfibi lleuger monomotor.
- Beríev Be-103 Bekas, amfibi lleuger utilitzat per transport de passatgers, ajut mèdic, patrulla i turisme
- Beríev Be-112 avió bimotor
- Beríev Be-200 Altair, gran avió amfibi multiús
- Beríev Be-32 Cuff, un avió multiús utilitzat per transports de càrrega / passatgers.
- Beríev A-42 Albatros, una versió actualitzada del A-40
- Beriev A-42PE Albatros, un avió de recerca amb motors hèlice transsònica.
- Beriev Be-2500 Neptune, aeronau amfíbia de càrrega super-pesant
- Beríev MBR-2 Mote, hidroavió de reconeixement
- Beriev MBR-7, hidroavió de reconeixement / bombarder
- Beriev MDR-5, hidroavió de reconeixement de llarga distància / bombarder.
- Beriev R-1, hidroavió experimental amb motors jet
- Beriev S-13, un clon de l'avió de reconeixement Lockheed U-2.[3]
- Bartini Beríev VVA-14, una aeronau amfibi anti-submarí. Únicament es van produir alguns prototipus
- Tupolev Tu-142MR Bear-F / -J